# Sabam Jazz Awards
De Sabam Jazz Awards zijn jaarlijkse prijzen die sinds 2010 uitgereikt worden door Sabam voor jazzmuzikanten in België.
Aan de prijs in de categorie 'gevestigde waarde' is anno 2016 een geldprijs van 10.000 euro verbonden. De winnaar in de categorie 'jong talent' ontvangt 5.000 euro.

## Winnaars in de categorie 'gevestigde waarde'
- winnaars voor 2016: Kris Defoort, Fred Van Hove, Bart Maris, David Linx, Laurent Blondiau en Fabrice Alleman
- 2016 Peter Vermeersch (andere genomineerden: Jozef Dumoulin, Ben Sluijs, Teun Verbruggen en Tuur Florizoone)
- 2017 Manu Hermia
- 2018 Robin Verheyen
- 2019 Stéphane Galland

## Winnaars in de categorie 'jong talent'
- voor 2016: Janos Bruneel, Seppe Gebruers, Lander Gyselinck, Guillaume Vierset, Igor Gehenot en Antoine Pierre
- 2014: Seppe Gebruers[1]
- 2016 Bram De Looze (andere genomineerden: Thijs Troch, Niels Van Heertum, Mattias De Craene en Artan Buleshkaj)
- 2017 Felix Zurstrassen
- 2018 Niels Van Heertum
- 2019 Lorenzo Di Maio